# Tarasa thyrsoidea
Tarasa thyrsoidea är en malvaväxtart som beskrevs av Antonio Krapovickas. Tarasa thyrsoidea ingår i släktet Tarasa och familjen malvaväxter. Inga underarter finns listade i Catalogue of Life.